# Liste der Baudenkmale in Siedenbollentin
Die Liste der Baudenkmale in Siedenbollentin führt alle denkmalgeschützten Bauten der Gemeinde Siedenbollentin in Mecklenburg-Vorpommern und ihrer Ortsteile. Grundlage ist die Veröffentlichung der Denkmalliste des Kreises Demmin mit dem Stand vom 18. Dezember 1996. 

## Baudenkmale nach Ortsteilen

### Siedenbollentin
| ID | Lage                          | Bezeichnung                                               | Beschreibung                                                                                           | Bild                                                      |
| -- | ----------------------------- | --------------------------------------------------------- | --- | --------------------------------------------------------- |
|    | Fritz-Reuter-Straße 5         | Pfarrhaus                                                 | |                                                           |
|    | Fritz-Reuter-Straße 5 (Karte) | Kirche mit Feldsteinmauer und Grabstein Katharina Wilkens | Spätgotische Kirche von um 1400 als Feldsteinkirche mit einem Holzturm mit einem achteckigen Spitzhelm | Kirche mit Feldsteinmauer und Grabstein Katharina Wilkens |
|    | Schulstraße                   | Kriegerdenkmal 1914/18                                    | |                                                           |
|    | Lange Straße 78               | Schule                                                    | |                                                           |
|    | Lindenplatz                   | Karl-Marx-Denkmal                                         | |                                                           |
|    | Poststraße 26                 | Gemeindehaus                                              | |                                                           |
|    |                               | Windmühle                                                 | |                                                           |

## Quelle
- Karte der Baudenkmale im Geoportal des Landkreises

- Karte mit allen Koordinaten:
- OSM |
- WikiMap